# Clube Desportivo Travadores
Maillots

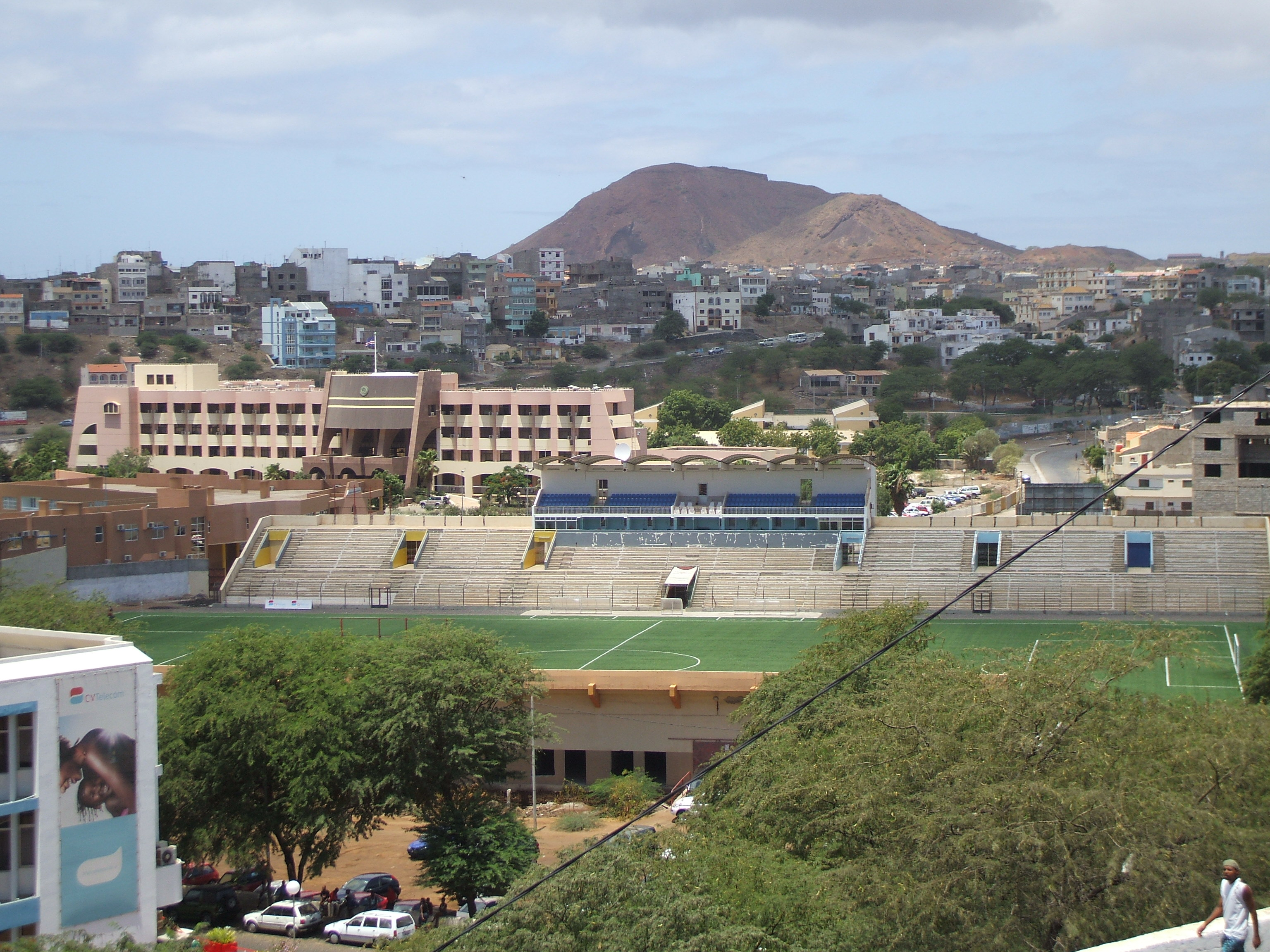
Stade de Várzea, maison de Travadores

Le Clube Desportivo Travadores (en Créole cap-verdien : Klubi Desportivu Travadoris) est un club cap-verdien de football basé à Praia en île de Santiago.

## Histoire
- 15 octobre 1930 : Fondation du club

## Palmarès
- Championnat du Cap-Vert (2) :
  - Champion en 1994 et 1996

- Coupe du Cap-Vert (1) :
  - Vainqueur : 2022

- Supercoupe du Cap-Vert : 
  - Vainqueur en 2021/22

- Championnat de L'île de Santiago (3) :
  - Vainqueur en 1994 et 1996, Sur: 2003

- Coupe de Praia :
  - Vainqueur en 2013

## Performance dans les compétitions de la CAF

### Ligue des champions de la CAF
5 participations
Ligue des champions de la CAF 1995 - Premier Tour (Real de Banjul – CD Travadores 1–0, 0–0)
Ligue des Champions de la CAF 1997 - Premier Tour

### Coupe de la CAF
1 participation
1993 : Tour Préliminaire

## Bilan saison par saison

### Competition national
|      | Groupe | Positions | Points | Journées | V | N | D | B.M. | B.P. | Diff. |
| 2000 | 1A     | 4         | 1 pte  | 2        | 0 | 1 | 1 | 2    | 3    | -1    |
| 2003 | 1B     | 2         | 7 pts  | 4        | 2 | 1 | 1 | 7    | 4    | 2     |

### Competition regional
|         | Groupe | Positions | Points | Journées | V  | N | D  | B.M. | B.P. | Diff. |
| 2013-14 | 2      | 2         | 43 pts | 18       | 13 | 4 | 1  | 37   | 10   | +27   |
| 2014-15 | 2      | 8         | 16 pts | 18       | 5  | 1 | 12 | 17   | 38   | -21   |

## Anciens joueurs
- Loloti (ancien international de 2002 à 2007).